# DJ Khaled
Khaled Mohamed Khaled (n. 26 noiembrie 1975, parohia Orleans⁠(d), Louisiana, SUA), cunoscut sub numele de DJ Khaled, este un producător, om de radio, DJ și director de casă de discuri american de origine arabă palestiniană. În trecut era cunoscut sub numele de Arab Attack, dar și-a schimbat pseudonimul după atacurile din 11 septembrie, deoarece nu voia să pară insensibil. A fost om de radio la postul urban de muzică WEDR din Miami și DJ al formației hip hop Terror Squad. Din 2004 până în 2006, Khaled a ajutat la producția albumelor Real Talk de Fabolous, True Story de Terror Squad, All or Nothing de Fat Joe, și Me, Myself & I de Fat Joe.
În 2006, Khaled și-a lansat albumul de debut, Listennn... the Album. A continuat cu lansările albumelor We the Best (2007), We Global (2008), Victory (2010), We the Best Forever (2011), Kiss the Ring (2012) și care Suffering from Success (2013). În 2009, Khaled a devenit președintele casei de discuri Def Jam South și este, de asemenea, CEO-ul și fondatorul We the Best Music Group. Khaled a lansat al optulea album de studio, I Changed a Lot, pe 23 octombrie 2015. Recent, a lansat al 9-lea album de studio, intitulat Major Key.

## Biografie

### 1975–2003: Tinerețea și începuturile carierei
Khaled s-a născut pe 26 noiembrie 1975 în New Orleans, Louisiana. Părinții săi sunt imigranți palestineni. Se descrie ca fiind un musulman devotat. Părinți săi au fost muzicieni și interpretau muzică arabă. Khaled a început să dezvolte un interes asupra muzicii rap și soul de la o vârstă fragedă. A lucrat la un magazin de muzică local, activitate ce a pus bazele carierei sale muzicale.
La începutul carierei, Khaled a dezvoltat relații cu numeroși artiști tineri, și i-a ajutat înainte ca aceștia să devină faimoși. Una din primele sale slujbe a fost la magazinul de muzică Odyssey din New Orleans, unde în anul 1993 i-a întâlnit pe Lil Wayne și Birdman. După plecarea sa de la Odyssey, a fost DJ la petreceri reggae, unde a mixat dancehall și hip hop. Prima slujbă de radio a fost la o stație pirat. La scurt timp după, în 1998, a fost co-prezentator la postul de radio WEDR, alături de membrul 2 Live Crew, Luther Campbell. În 2003 a avut propria emisiune de radio la WEDR. De-a lungul carierei, Khaled a utilizat o varietate de pseudonime, printre care Arab Attack (nefolosit de la atacurile din 11 septembrie), Big Dog Pitbull, Terror Squadian (folosit ca membru al formației hip hop Terror Squad), Beat Novocane (numele sub care produce instrumentale), The Don Dada, Mr. Miami etc. A renunțat la pseudonimul Arab Attack după atacurile din 11 septembrie, spunând că folosirea numelui ar fi un semn de lipsă de respect față de cei care au suferit în urma atacurilor teroriste.

### 2006–08:Listennn... the Album,We the Best, șiWe Global
Pe 6 iunie 2006 și-a lansat albumul de debut, Listen... the Album, prin Koch Records. A debutat pe locul 12 în topul Billboard 200. Al doilea album se intitulează We the Best (2007) și este susținut de singleurile „I'm So Hood” cu T-Pain, Trick Daddy, Plies, și Rick Ross și „We Takin' Over” cu Akon, T.I., Rick Ross, Fat Joe, Birdman, și Lil Wayne. „We Takin' Over” a atins locul 28 în Billboard Hot 100 și a primit discul de aur de la Recording Industry Association of America (RIAA) pe data de 20 noiembrie 2007. Khaled a apărut pe piesa „100 Million” de pe albumul 5 * Stunna al rapperului Birdman, alături de Rick Ross, Dre, Young Jeezy și Lil Wayne. În același an, Khaled a câștigat două Premii Ozone: unul pentru Cel mai bun videoclip („We Takin' Over”) și altul pentru Cel mai bun DJ de radio.
În 2008 Khaled și-a lansat cel de-al treilea album, We Global, împreună cu singleurile „Out Here Grindin” cu Akon, Rick Ross, Lil' Boosie, Trick Daddy, Ace Hood și Plies, urmat de „Go Hard” cu Kanye West și T-Pain. A primit discul de platină pentru „I'm So Hood” pe 4 iunie 2008. În același an, Khaled a câștigat premiul de Cel mai bun DJ al anului în cadrul BET Hip Hop Awards și Ozone Awards. A fost numit președintele Def Jam South în 2009.

### 2010–12:Victory,We the Best Forever, șiKiss the Ring
Al patrulea album de studio al lui Khaled, Victory, a fost lansat pe 2 martie 2010 și conține colaborări cu artiști precum Drake, Lil Wayne, Rick Ross, Nas, Snoop Dogg, Ludacris și Nelly. Singleul „All I Do Is Win” cu Ludacris, Rick Ross, Snoop Dogg și T-Pain a primit dublu disc de platină. Printre singleuri se numără și: „Put Your Hands Up” cu Ross, Young Jeezy, Plies și Schife, și „Fed Up” cu Usher, Drake, Ross și Jeezy. Albumul a avut vânzări slabe și a debutat pe locul 12 în Billboard 200.
DJ Khaled a anunțat pe Twitter titlul următorului său album, We the Best Forever. Pe 19 august, Khaled a semnat cu Cash Money Records. Printre aparițiile de pe album se numără Fat Joe, Chris Brown, Keyshia Cole, Cee Lo Green, Cool & Dre, Rick Ross, Kanye West, Jay-Z, Nas, Birdman, Lil Wayne, T.I., Akon, Drake și Nicki Minaj. Primul single, intitulat „Welcome to My Hood”, cu Rick Ross, Plies, Lil Wayne și T-Pain, a fost lansat pe 13 ianuarie 2011. Este prima piesă lansată sub Cash Money Records și Universal Motown. Videoclipul a fost filmat în Miami, Florida și a avut apariții de la Flo Rida, Bow Wow, Busta Rhymes și alții. Următorul single, „I'm On One”, cu Drake, Rick Ross și Lil Wayne a fost lansat pe 20 mai 2011. DJ Khaled a interpretat piesa la Premiile BET 2011, pe 26 iunie 2011.
Pe 10 decembrie 2011, DJ Khaled a anunțat titlul următorului său album, Kiss the Ring, estimând data lansării în anul 2012. Printre colaboratori se numără T-Pain, French Montana, Future, Wiz Khalifa, Nas, Plies, Ace Hood, Kanye West, Rick Ross, Meek Mill, Big Sean, 2 Chainz, Jadakiss, Kirko Bangz, Mack Maine, Tyga, T.I., J. Cole, Kendrick Lamar, Big K.R.I.T., Mavado și Wale. Primul single lansat a fost „Take It to the Head” cu Chris Brown, Rick Ross, Nicki Minaj și Lil Wayne. Al doilea single s-a intitulat „I Wish You Would” cu Kanye West și Rick Ross. Kiss the Ring a fost lansat pe 21 august 2012. Al treilea single oficial, „Bitches and Bottles”, a fost realizat în colaborare cu T.I., Lil Wayne și Future.

### 2013–15:Suffering from SuccessșiI Changed a Lot
În ianuarie 2013, DJ Khaled a anunțat că a început să lucreze la al șaptelea album, și că acesta se va intitula Suffering from Success. Primul single de pe album, „No New Friends” este o colaborare dintre Drake, Lil Wayne și Rick Ross, cu producție de la Boi-1da și Noah „40” Shebib. Pe 14 aprilie 2013, DJ Khaled a lansat un videoclip promoțional pentru Suffering from Success și primul single, „No New Friends”. Singleul a fost lansat pe iTunes în data de 19 aprilie 2013 și a debutat pe locul 55 în Billboard Hot 100. Pe 25 iulie 2013, Khaled a cerut-o în căsătorie pe Nicki Minaj, prin intermediul MTV. Și-a susținut oferta cu un inel de 10 carate din diamant, în valoare de $500,000. Într-un interviu cu DJ Felli Fel al radioului Power 106, a confirmat oferta, spunând: „Nu mai sunt băiat mic. Mă gândesc la viitor. Trebuia să fiu sincer. Întotdeauna mi-a plăcut de ea. E prietena mea, desigur. Și îmi place de ea. E mai mult decât o pasiune.” Pe 29 iulie 2013, într-un interviu cu Funkmaster Flex, Minaj a respins cererea lui Khaled, spunând: „Khaled este prietenul meu, și Khaled nu vorbea serios în legătură cu cererea în căsătorie. Renunțați, vă rog. Doar glumea.” În aceeași zi, Flex a lansat noul single al lui Khaled, intitulat „I Wanna Be with You” în colaborare cu Nicki Minaj, Future și Rick Ross.
Pe 28 aprilie 2014, într-un interviu cu MTV, DJ Khaled a anunțat că Jay Z va apărea pe următorul său single.  Pe 1 iulie 2014, Khaled a anunțat că a realizat un parteneriat cu compania daneză de sunet Bang & Olufsen pentru lansarea propriului brand de căști, „We the Best Sound”. Brandul a fost mediatizat în videoclipul piesei „They Don't Love You No More”.
Pe 11 mai 2015, DJ Khaled a dezvăluit că a părăsit amiabil Cash Money Records. „Nu mai sunt în contract cu Cash Money Records. Am ieșit de un minut”, a dezvăluit Khaled. În aceeași zi, DJ Khaled a lansat al treilea single de pe următorul album, I Changed a Lot, intitulat „How Many Times”, în colaborare cu Chris Brown, Lil Wayne și Big Sean. DJ Khaled a anunțat că următorul său album, I Changed a Lot, va fi lansat pe 23 octombrie 2015.

### 2016–prezent:Major Key
Pe 5 februarie 2016, DJ Khaled a debutat noua emisiune de radio, We The Best Radio pe Beats 1, lansând în premieră al patrulea album de studio al rapperului Future, EVOL. Pe 14 februarie 2016, DJ Khaled a anunțat că va debuta noul mixtape al lui French Montana pe We The Best Radio. Pe 29 februarie 2016, Khaled a semnat un acord de management cu compania lui Jay Z, Roc Nation, și a anunțat lansarea celui de-al nouălea album de studio, Major Key. Pe 3 iunie a lansat primul single de pe Major Key, intitulat „For Free”, o colaborare cu rapperul canadian Drake. 
Major Key a fost lansat pe 29 iulie 2016 prin Epic Records și We the Best Music Group, cu apariții de la Future, Big Sean, Rick Ross, Jay Z, Drake, Nas, Kendrick Lamar, Betty Wright, J. Cole, Bryson Tiller, Nicki Minaj, Chris Brown, Jeremih, YG, Gucci Mane, 2 Chainz, Fat Joe, Busta Rhymes, Travis Scott, Lil Wayne, Wiz Khalifa și alții.

## Popularitate pe internet
Între finele lui 2015 și 2016, un număr de videoclipuri de pe Snapchat care detaliază „cheia succesului” lui Khaled au devenit virale pe internet, datorită personalității sale de „buricul pământului”. Aceasta recunoaștere nou-obținută i-a adus popularitate, devenind un „fenomen pe internet”, fiind descris de unii ca o „memă în formă umană”.

## Discografie
- Listennn... the Album (2006)
- We the Best (2007)
- We Global (2008)
- Victory (2010)
- We the Best Forever (2011)
- Kiss the Ring (2012)
- Suffering from Success (2013)
- I Changed a Lot (2015)
- Major Key (2016)